# Martin Liivamägi
Martin Liivamägi (ur. 5 lipca 1988 w Tallinnie) – estoński pływak, specjalizujący się w stylu zmiennym i klasycznym.

## Kariera
W 2006 roku zdobył srebrny medal podczas mistrzostw Europy juniorów w 2006 roku, w konkurencji przepłynięcia 200 m stylem zmiennym.
Liivamägi w 2008 brał udział w letnich igrzyskach olimpijskich w Pekinie. Uczestniczył wówczas w jednej konkurencji pływania, 200 m stylem zmiennym, gdzie zajął 35. miejsce. Podczas letnich igrzysk olimpijskich w 2012 w Londynie Liivamägi wystąpił w dwóch konkurencjach pływania: 100 m stylem klasycznym, gdzie 29. miejsce oraz 200 m stylem zmiennym, gdzie zajął 25. miejsce.